# Synagoge (Hainsfarth)

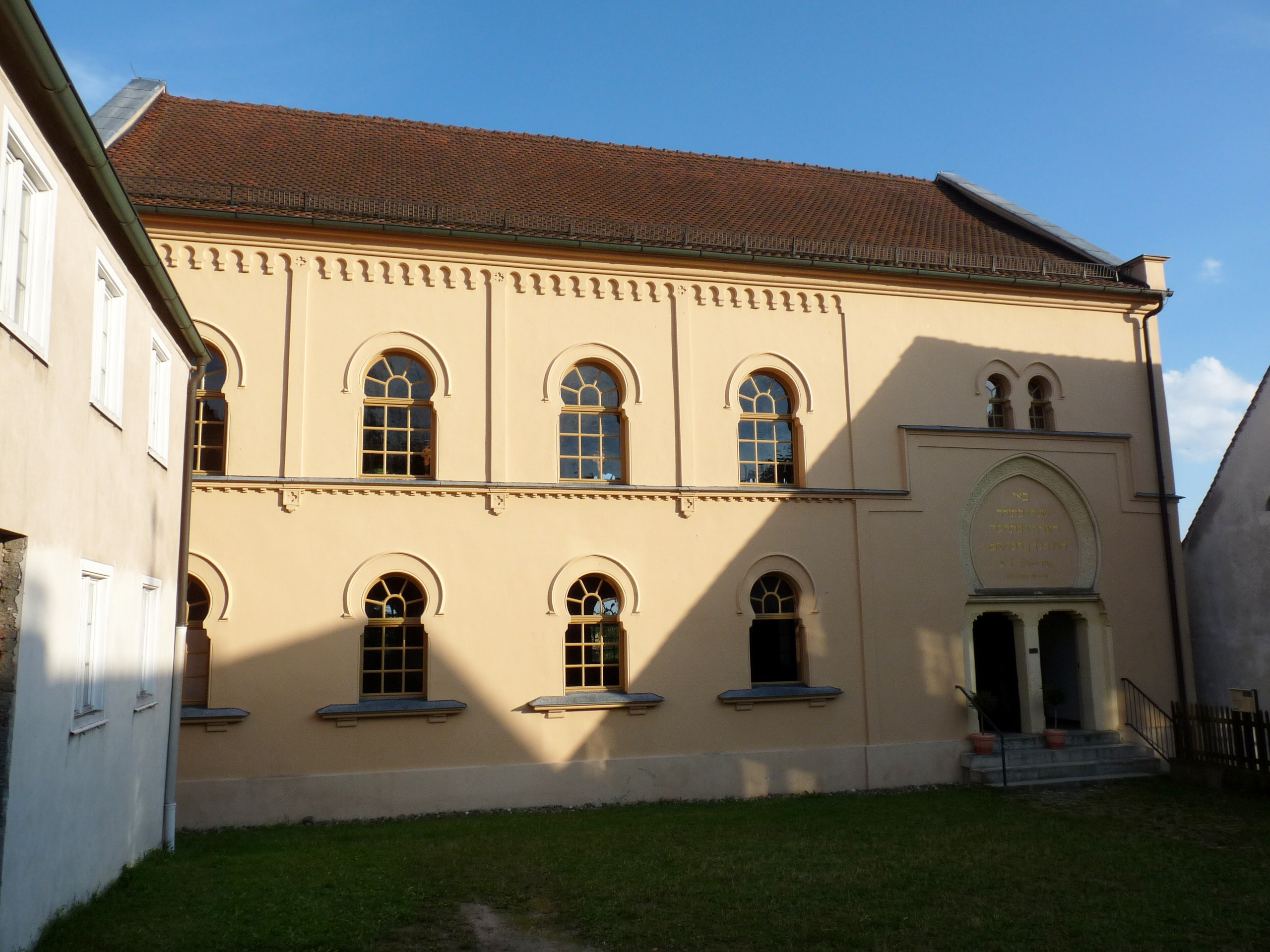
Synagoge in Hainsfarth mit Eingangsportal

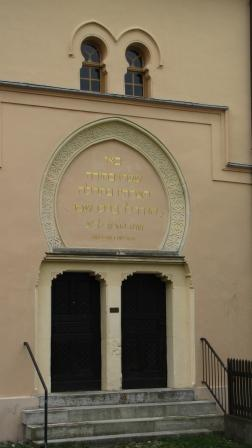
Portal der Synagoge in Hainsfarth

Die Synagoge in Hainsfarth, einer Gemeinde im schwäbischen Landkreis Donau-Ries in Bayern, wurde 1860 erbaut. Die Synagoge in der Jurastraße10 ist ein geschütztes Baudenkmal.

## Geschichte
Im Jahr 1722 wurde in der Judengasse (heute Jurastraße) eine erste Synagoge erbaut. Nachdem diese baufällig wurde, plante man ab 1857 einen Neubau für 102 Frauen- und 108 Männerplätze. Matthias Seemüller aus Augsburg entwarf die Pläne, die sich an der Heidenheimer Synagoge von Eduard Bürklein orientierten. Die Bauausführung übernahm der Maurermeister Johann Michael Mayer aus Ostheim. Am 24. August 1860 wurde die Synagoge feierlich eingeweiht.

## Nationalsozialistische Verfolgung
Während des Zweiten Weltkriegs wurde die Synagoge als Lager für den Flugplatz Heuberg genutzt und danach u. a. als Kühlraum, Werkstatt und Gymnastikraum.

## Architektur
Der 12 m breite und 19,65 m lange Bau auf rechteckigem Grundriss besitzt ein flaches Satteldach. Der Dachfirst des zweigeschossigen Baus verläuft in Ost-West-Richtung. Das Doppelportal, getrennte Eingänge für Männer und Frauen, befindet sich an der westlichen Ecke der Nordseite. Ein umlaufendes Gurtgesims trennt die Geschosse, Ecklisenen und Ortgangprofile rahmen den Baukörper. Die maurischen Stilelemente zeigen sich vor allem an den Fenstern mit Hufeisenbogen und der Wandbemalung.
Der Eingang wird durch ein Tympanon mit dem Umriss eines Hufeisens markiert. Im Blendbogenfeld wird in Hebräisch der Psalm 100, Vers 4 wiedergegeben: Geht ein zu seinen Toren mit Dank, in seine Vorhöfe mit Lobgesang! Dankt ihm, preist seinen Namen! Darüber befindet sich ein Zwillingsfenster, das die Frauenempore erhellt.
An der Ostseite ist von außen der Standerker des Toraschreins erkennbar und dieser wird von zwei Fenstern mit Hufeisenbogen eingerahmt. Im Giebelfeld darüber befindet sich ein Okulus.

## Heutiger Zustand
Die Gemeinde Hainsfarth, die 1978 das Gebäude kaufte, richtete zunächst in der ehemaligen Synagoge den Bauhof ein. Ab 1983 wurde die Synagoge restauriert und am 28. April 1996 als Begegnungsstätte und Raum für kulturelle Veranstaltungen eröffnet.

## Freundeskreis
Der 1994 gegründete Freundeskreis Synagoge Hainsfarth e. V. fördert Wiederherstellung und Erhalt der ehemaligen Synagoge, er will sie mit Leben erfüllen und darauf achten, dass die Nutzung der Synagoge dem Gedanken der Toleranz zwischen den Menschen dient. Sigried Atzmon (seit 2007 1. Vorsitzende des Freundeskreises) erhielt für ihr zivilgesellschaftliches Engagement rund um den Verein im Februar 2024 den Bayerischen Verfassungsorden, sowie das Bundesverdienstkreuz.

## Film
- Hainsfarth hatte einen Rabbi, Dokumentarfilm von Sibylle Tiedemann (im Auftrage des Bayerischen Rundfunks, 2001)